# Европейский маршрут Е583
Европейский маршрут E583 — европейский автомобильный маршрут категории Б, проходящий по территории Румынии, Молдовы и Украины и соединяющий города Роман и Житомир. Имеет протяженность 628км.